# ベレス・サルスフィエルド
ベレス・サルスフィエルド(Velez Sarsfield)は、アルゼンチンの首都ブエノスアイレス特別区の西部にある地区（バリオ）である。コムーナ10に属しており、人口は36,056人である。

## 地理
セグローラ通り、フアン・アグスティン・ガルシア通り、ロペ・デ・ベガ通り、フアン・B・フスト通り、コーロ通り、メディーナ通り、フアン・バウティスタ・アルベルティ通り、マリアーノ・アコスタ通りに囲まれた区域である。現在は中流階級の住民が多い地区であり、大部分は低層住宅であるが、小規模な工場や倉庫も存在する。サッカークラブのCAベレス・サルスフィエルドのホームスタジアムであるエスタディオ・ホセ・アマルフィターニは近隣のリニエルス地区にあり、ベレス・サルスフィエルド地区にはない。

## 歴史
19世紀にアルゼンチンの民法を起草し、ラテン語の詩をスペイン語に翻訳したダルマシオ・ベレス・サルスフィエルドが地区名の由来である。典型的な低層住宅地域であり、多くの地域と同様に20世紀初めに都市化が進んだ。20世紀初頭に敷設されたマルドナード下水溝はベレス・サルスフィエルド地区も通っており、フアン・B・フスト通りなどの主要な通りは下水溝の上を走っている。フローレスやベルグラーノが形成される前は、マルドナード下水溝がブエノスアイレス市域の境界線のひとつになっていたが、現在はフローレス地区やベルグラーノ地区はブエノスアイレス特別区に組み込まれている。

## ギャラリー

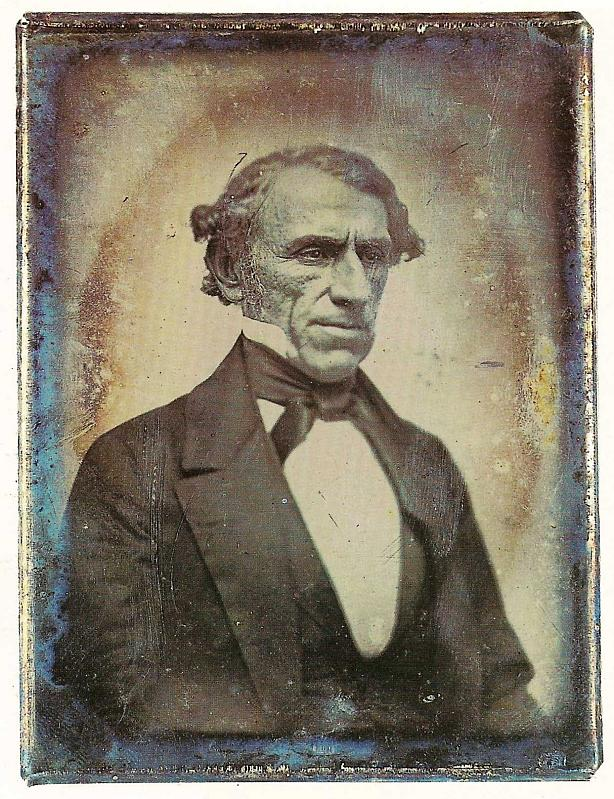
地区名の由来となったダルマシオ・ベレス・サルスフィエルド
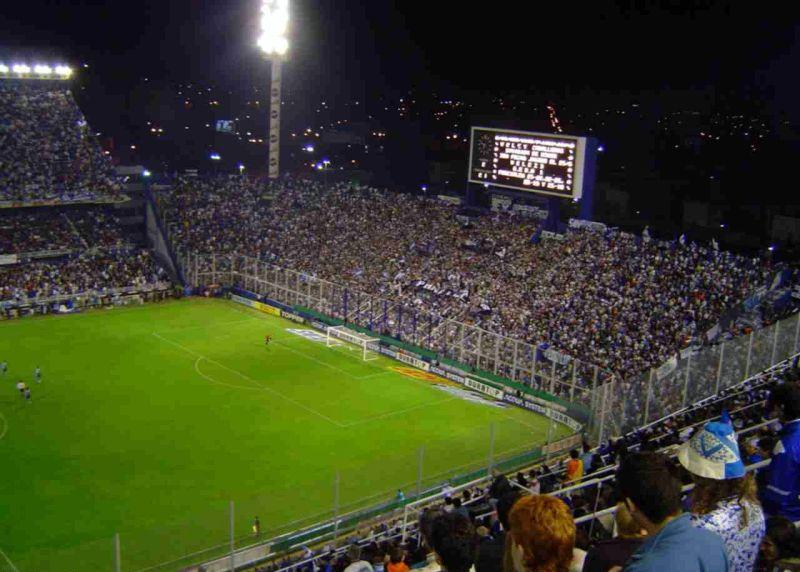
近隣のリニエルス地区にあるエスタディオ・ホセ・アマルフィターニ
フアン・B・フスト通りの地図